# Il Socrate immaginario
Il Socrate immaginario (título original en italiano; en español, El Sócrates imaginario) es una ópera en tres actos con música de Giovanni Paisiello y libreto en italiano de Giovanni Battista Lorenzi. Como cuenta el propio Lorenzi, en la redacción del libreto participó también el abad Ferdinando Galiani, exponente de la Ilustración napolitana.
Se estrenó en el mes de octubre del año 1775 en el Teatro Nuovo de Nápoles, donde tuvo un gran éxito, tanto que el rey Fernando IV la quiso representar también en el propio Palacio Real el día 23 del mismo mes.
Esta ópera se representa rara vez. En las estadísticas de Operabase aparece con sólo 2 representaciones en el período 2005-2010. El 23 de septiembre de 2005 se representó en el Teatro San Carlos de Nápoles bajo la dirección de Antonino Fogliani, en una versión reelaborada por Roberto De Simone, el cual reescribió la dramaturgia y revisó la música.

## Argumento
Don Tammaro Promontorio da Modugno, un rico terrateniente pullés, ha perdido la cabeza a causa del exceso de lecturas de los filósofos antiguos y ahora se cree él mismo un filósofo. Toma así como modelo la vida de su filósofo predilecto, Sócrates, imitándolo en sus costumbres. Da nombres griegos a las personas que lo rodean, es feliz de ser maltratado por su esposa, como lo era su ídolo, y por el mismo motivo decidió tener una segunda mujer y casar a su hija con el barbero, que finge ser su seguidor. Para impedir que lleve a cabo sus locos proyectos, los parientes fingen una aparición de las Furias con el fin de espantarlo y luego le hacen beber un somnífero, haciéndolo pasar por la famosa cicuta que mató a Sócrates. Al despertar, la locura de Don Tammaro ha desaparecido.